# Fiesse
Fiesse é uma comuna italiana da região da Lombardia, província de Bréscia, com cerca de 1.930 habitantes. Estende-se por uma área de 16 km², tendo uma densidade populacional de 121 hab/km². Faz fronteira com Asola (MN), Casalromano (MN), Gambara, Remedello, Volongo (CR).

## Demografia
| Variação demográfica do município entre 1861 e 2011                               |
|                                                                                   |
| Fonte: Istituto Nazionale di Statistica (ISTAT) - Elaboração gráfica da Wikipedia |